# Xanthopenthes obscurus
Xanthopenthes obscurus is een keversoort uit de familie kniptorren (Elateridae). De wetenschappelijke naam van de soort is voor het eerst geldig gepubliceerd in 1918 door Fleutiaux.